# Дакота Дичева
Дакота Лили-Джоа Дичева (родена на 25 юли 1998 г.) е британска шампионка по муай-тай с българо-британски произход. Била е част от британския отбор, който печели Световното първенство за аматьори на Международната федерация по муай-тай в Йоншьопинг, Швеция. Тя е трикратен световен шампион и млад спортист на годината на Дейли Мирър и на Sport England Pride of Sports.

## Ранни години
Родена на 25 юли 1998 г. в Манчестър, Англия, Дакота Дичева израства в семейство на майстор на бойни изкуства. Майка ѝ, Лиза Хауърт, многократна световна шампионка по кикбокс, оказва силно влияние върху интереса на Дакота към бойните спортове. Баща ѝ е Иво Дичев, родом от Самоков, също се занимава с бойни изкуства. Потопена в тази среда от ранна възраст, Дакота започва обучението си в различни дисциплини на бойните изкуства, включително кикбокс, муай-тай и по-късно бразилско жиу-жицу.
Преди да премине към професионалните смесени бойни изкуства (ММА), Дакота изгражда впечатляваща аматьорска кариера. Тя натрупва звезден рекорд като състезателка по кикбокс и муай-тай, като печели множество шампионати и в двете дисциплини. Нейната всеотдайност и решителност я мотивират да представлява Великобритания на Световното първенство на Международната федерация по муай-тай за аматьори (IFMA), където печели сребърен медал.

## Спортна кариера

### ММА
През 2024 г. Дакота Дичева печели световната титла на Professional Fighters League (PFL) с 4 победи с нокаут, превръщайки се в първата шампионка на организацията в категория „муха“. В резултат изданието Women’s MMA Rankings я поставя на върха в своята годишна класация.